# タンク・カーダー
タンク・カーダー（Tank Carder 1989年1月18日- ）はテキサス州スウィニー出身のアメリカンフットボール選手。現在NFLのクリーブランド・ブラウンズに所属している。ポジションはラインバッカー。タンクは、生まれて1年半で33ポンドにまで成長したことからのニックネームである。

## 経歴
9歳の時、フランスで行われた世界選手権自転車競技大会BMSで優勝した。しかし、彼は自転車競技への興味を失っていく。プロBMSレーサーのババ・ハリスによれば、カーダーが競技を続けていたらオリンピックにも出場できただろうという。数年後交通事故で、生死の境をさまよい、6週間入院した。この事故で彼は肋骨を7本骨折、横隔膜や肺にも損傷を負った。医者は「命を取り留めたとしても、歩けるようになるかわからない。」と述べた。入院中母親から歩けなくなったらどうするか聞かれた彼は「オリンピックの車いす競技に出場する。」と答えた。この時の怪我は彼のフットボール人生に大きな影響を与えた。高校のフットボールチームにキッカーとして加入を希望したが、それにはキックオフやパントを蹴ったら直ちにフィールド外に出て、接触プレーをしないことが条件として約束された。2年の時にトライフォーポイントを蹴る際、ホールダーがファンブル、ボールを拾った彼は接触されることなく、ランで2ポイントコンバージョンを決めたが、プレー後にコーチから2度とそうしたプレーをしないよう警告された。
3年になりようやく、接触プレーをすることが許可され、ラインバッカー、ランニングバック、クォーターバック、タイトエンドとしてもプレーすると共に、キッカーも続けた。4年次にはオフェンスで1,200ヤードを獲得、ディフェンスでは116タックルをあげた。大学進学を前に彼はRivals.com に2つ星と評価された。
テキサスクリスチャン大学から奨学金のオファーをもらい進学した彼は、2009年より先発出場するようになり、81タックル、10パスブロックの活躍を見せ、全米トップのディフェンスの一員として貢献、チームはボイシ州立大学とのフィエスタボウルに出場している。
在学中の2010年、彼は全米コーチ協会よりオールアメリカンに選ばれた。2011年1月1日に行われたウィスコンシン大学とのローズボウルでは第4Qに決まれば同点となる2ポイントコンバージョンを阻止、最優秀守備選手に選ばれた。
2011年、CBSスポーツからオールアメリカンセカンドチームに、AP通信からサードチームに選ばれた。
2012年のNFLドラフト5巡147位でバッファロー・ビルズに指名された。8月31日にビルズからカットされたが、翌9月1日、クリーブランド・ブラウンズと契約を結んだ。
2014年は、全16試合に出場、スペシャルチームで16タックルをあげた。

2016年3月、ブラウンズと再契約を結んだ。
2017年、グレッグ・ウィリアムズ守備コーディネーターからはミドルラインバッカーとして期待されたが、プレシーズン第2週のニューヨーク・ジャイアンツ戦でACLを断裂、シーズンを全休。
2018年3月、ブラウンズと再契約を結んだが、6月にチームがマイカル・ケンドリクスを獲得した際にカットされた。2012年から2016年までの5シーズンで77試合に出場、ディフェンスで20タックル、スペシャルチームで38タックルをあげた。